# خريند
خريند (نطق هولندي: [ɣrint]  ( أنصت)، بالفريزية الغربية: Gryn) هي جزيرة صغيرة غير مأهولة بهولندا ببحر وادن، تقع عبى بعد 12 كيلومتر جنوب جزيرة تيرشخيلينج. وهي أحد الجزر الفريزية الغربية، وتنتمي لبلدية تيرشخيلينج. ومساحتها الحالية 0.1 كم2.